# روفانييمن بالوسورا
نادي روفانييمن بالوسورا لكرة القدم (Rovaniemen Palloseura) هو نادي كرة قدم فنلندي من مدينة روفانييمي، تأسس سنة 1950 ويلعب حالياً في الدوري الفنلندي الممتاز.

## الألقاب
- كأس فنلندا (2)

1986، 2013
- دوري الدرجة الثانية (2):

2010، 2012